# Azure Linux
Azure Linux（舊稱CBL-Mariner）是由微軟開發的一個自由开源的Linux发行版，於2020年正式發佈。用戶可以前往github獲取它的源代碼。CBL-Mariner是一個服務器端的Linux发行版，主要用于微软的云基础设施以及边缘計算产品和服务。